# Noblesville Boom
Los Noblesville Boom son un equipo de baloncesto estadounidense perteneciente a la NBA G League que comenzó a jugar en la temporada 2007-08. Tienen su sede en la ciudad Noblesville, tras un breve paso por Indianapolis y después de 16 temporadas en Fort Wayne, en el estado de Indiana. Es el primer equipo de la ciudad que participa en las ligas menores de baloncesto desde que lo hicieran los Fort Wayne Fury en la CBA. 
El equipo convocó un concurso en su página web para que los aficionados pudieran votar por el nombre de su equipo. Hubo cuatro apodos finalistas: Lightning, Fire, Coyotes y Mad Ants. El nombre del ganador, Mad Ants (en español, hormigas locas) fue anunciado el día 18 de junio siendo un tributo al General "Mad" Anthony Wayne, militar que dio nombre al fuerte que a su vez da nombre a la ciudad.

## Temporadas
| Temporada             | División              | Temporada regular     | Temporada regular | Temporada regular | Temporada regular | Playoffs                                                                                             |
| Temporada             | División              | Puesto                | Victorias         | Derrotas          | Pct.              | Playoffs                                                                                             |
| --------------------- | --------------------- | --------------------- | ----------------- | ----------------- | ----------------- | --- |
| Fort Wayne Mad Ants   |                       |                       |                   |                   |                   | |
| 2007–08               | Central               | 4º                    | 17                | 33                | .340              | |
| 2008–09               | Central               | 5º                    | 19                | 31                | .380              | |
| 2009–10               | Eastern               | 5º                    | 22                | 28                | .440              | |
| 2010–11               | Eastern               | 3º                    | 24                | 26                | .480              | |
| 2011–12               | Eastern               | 8º                    | 14                | 36                | .280              | |
| 2012–13               | Eastern               | 2º                    | 27                | 23                | .540              | Pierde en primera ronda (Santa Cruz) 0-2                                                             |
| 2013–14               | Eastern               | 1º                    | 34                | 16                | .680              | Gana en primera ronda (Reno) 2-0 Gana en semifinales (Sioux Falls) 2-0 Gana Finales (Santa Cruz) 2-0 |
| 2014–15               | Central               | 2º                    | 28                | 22                | .560              | Gana en primera ronda (Maine) 2–0 Gana en semifinales (Canton) 2–0 Pierde Finales (Santa Cruz) 0–2   |
| 2015–16               | Central               | 5º                    | 20                | 30                | .400              | |
| 2016–17               | Central               | 2º                    | 30                | 20                | .600              | Pierde en primera ronda (Maine) 1–2                                                                  |
| Fort Wayne Mad Ants   |                       |                       |                   |                   |                   | |
| 2017–18               | Central               | 1º                    | 29                | 21                | .580              | Pierde Semifinal conf. (Erie) 116–119                                                                |
| 2018–19               | Central               | 3º                    | 23                | 27                | .460              | |
| 2019–20               | Central               | 4º                    | 21                | 22                | .488              | Temporada cancelada por la pandemia de COVID-19                                                      |
| 2020–21               |                       | 13º                   | 6                 | 9                 | .400              | |
| 2021–22               |                       | 9º                    | 17                | 17                | .500              | |
| 2022–23               | Eastern               | 6º                    | 18                | 14                | .563              | Pierde cuartos de final (Capital City) 87–101                                                        |
| Indiana Mad Ants      |                       |                       |                   |                   |                   | |
| 2023–24               | Eastern               | 3º                    | 21                | 13                | .618              | Pierde cuartos de final (Delaware) 101–123                                                           |
| 2024–25               | Eastern               | 4º                    | 20                | 14                | .588              | Gana cuartos de final (Greensboro) 120–110 Pierde Semifinal (Osceola) 114–129                        |
| Noblesville Boom      |                       |                       |                   |                   |                   | |
| 2025–26               | Eastern               | –                     | 0                 | 0                 | —                 | |
| Regular-season record | Regular-season record | Regular-season record | 390               | 402               | .492              | 2007–presente                                                                                        |
| Playoff record        | Playoff record        | Playoff record        | 12                | 10                | .545              | 2007–presente                                                                                        |

## Plantilla actual

### Líderes estadísticos
Puntos totales temporada regular
| #                                                      | Jugador             | Temporadas            | Promedio | Partidos | Total |
| ------------------------------------------------------ | ------------------- | --------------------- | -------- | -------- | ----- |
| 1                                                      | Ron Howard          | 2007-2014             | 17,5     | 247      | 4324  |
| 2                                                      | Trey McKinney Jones | 2013-2018             | 14,5     | 147      | 2137  |
| 3                                                      | Walker Russell Jr.  | 2007-2009 / 2010-2013 | 16,3     | 128      | 2083  |
| 4                                                      | C.J. Fair           | 2014-2018             | 13,7     | 133      | 1818  |
| 5                                                      | Roderick Wilmont    | 2007-2008 / 2009-2011 | 11,9     | 145      | 1724  |
| Referencia: Nota actualizados al final temporada 17/18 |                     |                       |          |          |       |

Rebotes totales temporada regular
| #                                                      | Jugador        | Temporadas            | Promedio | Partidos | Total |
| ------------------------------------------------------ | -------------- | --------------------- | -------- | -------- | ----- |
| 1                                                      | Ron Howard     | 2007-2014             | 4,0      | 247      | 991   |
| 2                                                      | Sadiel Rojas   | 2011-2014             | 6,9      | 130      | 894   |
| 3                                                      | C.J. Fair      | 2014-2018             | 5,6      | 133      | 752   |
| 4                                                      | Darnell Lazare | 2010-2012 / 2013-2014 | 6,4      | 114      | 728   |
| 5                                                      | Stephan Hicks  | 2015-act.             | 5,0      | 138      | 687   |
| Referencia: Nota actualizados al final temporada 17/18 |                |                       |          |          |       |

Asistencias totales temporada regular
| #                                                      | Jugador             | Temporadas            | Promedio | Partidos | Total |
| ------------------------------------------------------ | ------------------- | --------------------- | -------- | -------- | ----- |
| 1                                                      | Walker Russell Jr.  | 2007-2009 / 2010-2013 | 8,6      | 128      | 1107  |
| 2                                                      | Ron Howard          | 2007-2014             | 3,1      | 247      | 758   |
| 3                                                      | Walt Lemon, Jr.     | 2015-2016 / 2017-2018 | 4,6      | 87       | 403   |
| 4                                                      | Oliver Lafayette    | 2009-2011             | 5,6      | 69       | 386   |
| 5                                                      | Trey McKinney Jones | 2013-2018             | 2,6      | 147      | 381   |
| Referencia: Nota actualizados al final temporada 17/18 |                     |                       |          |          |       |

## Afiliaciones
- Detroit Pistons (2007–2014)
- Indiana Pacers (2007–presente)
- Milwaukee Bucks (2008–presente)
- Charlotte Bobcats/Hornets (2012–presente)